# توسا ۳۱۵۰
سیارک ۳۱۵۰ (به انگلیسی: 3150 Tosa، نامگذاری:1983CB) سه هزار و صد و پنجاهمین سیارک کشف شده‌است که در ۱۱ فوریه ۱۹۸۳ کشف شد.
قدر مطلق سیارک برابر ۱۱٫۰۰ است.